# Austrodecus (Tubidecus) tuberculatum
Austrodecus (Tubidecus) tuberculatum is een zeespin uit de familie Austrodecidae. De soort behoort tot het geslacht Austrodecus. Austrodecus (Tubidecus) tuberculatum werd in 1991 voor het eerst wetenschappelijk beschreven door Stock. 